# Blaison-Gohier
Blaison-Gohier és un municipi francès situat al departament de Maine i Loira i a la regió de País del Loira. L'any 2007 tenia 1.050 habitants.

## Demografia

### Població
El 2007 la població de fet de Blaison-Gohier era de 1.050 persones. Hi havia 423 famílies de les quals 91 eren unipersonals (51 homes vivint sols i 40 dones vivint soles), 158 parelles sense fills, 142 parelles amb fills i 32 famílies monoparentals amb fills.
La població ha evolucionat segons el següent gràfic:
Habitants censats

### Habitatges
El 2007 hi havia 500 habitatges, 423 eren l'habitatge principal de la família, 59 eren segones residències i 18 estaven desocupats. 491 eren cases i 7 eren apartaments. Dels 423 habitatges principals, 347 estaven ocupats pels seus propietaris, 73 estaven llogats i ocupats pels llogaters i 3 estaven cedits a títol gratuït; 1 tenia una cambra, 19 en tenien dues, 51 en tenien tres, 92 en tenien quatre i 260 en tenien cinc o més. 319 habitatges disposaven pel capbaix d'una plaça de pàrquing. A 152 habitatges hi havia un automòbil i a 245 n'hi havia dos o més.

### Piràmide de població
La piràmide de població per edats i sexe el 2009 era:
| Homes | Edats   | Dones |
| ----- | ------- | ----- |
| 0     | 95 o +  | 0     |
| 0     | 90 a 94 | 0     |
| 8     | 85 a 89 | 4     |
| 4     | 80 a 84 | 12    |
| 32    | 75 a 79 | 12    |
| 16    | 70 a 74 | 32    |
| 24    | 65 a 69 | 40    |
| 32    | 60 a 64 | 12    |
| 32    | 55 a 59 | 28    |
| 56    | 50 a 54 | 52    |
| 36    | 45 a 49 | 40    |
| 24    | 40 a 44 | 36    |
| 16    | 35 a 39 | 28    |
| 36    | 30 a 34 | 28    |
| 16    | 25 a 29 | 32    |
| 40    | 20 a 24 | 12    |
| 48    | 15 a 19 | 24    |
| 28    | 10 a 14 | 28    |
| 16    | 5 a 9   | 28    |
| 28    | 0 a 4   | 40    |

## Economia
El 2007 la població en edat de treballar era de 667 persones, 485 eren actives i 182 eren inactives. De les 485 persones actives 457 estaven ocupades (239 homes i 218 dones) i 29 estaven aturades (16 homes i 13 dones). De les 182 persones inactives 87 estaven jubilades, 50 estaven estudiant i 45 estaven classificades com a «altres inactius».

### Ingressos
El 2009 a Blaison-Gohier hi havia 432 unitats fiscals que integraven 1.105,5 persones, la mediana anual d'ingressos fiscals per persona era de 19.921 €.

### Activitats econòmiques
Dels 39 establiments que hi havia el 2007, 5 eren d'empreses de fabricació d'altres productes industrials, 10 d'empreses de construcció, 6 d'empreses de comerç i reparació d'automòbils, 2 d'empreses d'hostatgeria i restauració, 1 d'una empresa d'informació i comunicació, 4 d'empreses financeres, 8 d'empreses de serveis, 2 d'entitats de l'administració pública i 1 d'una empresa classificada com a «altres activitats de serveis».
Dels 10 establiments de servei als particulars que hi havia el 2009, 1 era un paleta, 1 guixaire pintor, 1 fusteria, 3 lampisteries, 2 electricistes, 1 perruqueria i 1 restaurant.
L'únic establiment comercial que hi havia el 2009 era una carnisseria.
L'any 2000 a Blaison-Gohier hi havia 33 explotacions agrícoles que ocupaven un total de 966 hectàrees.

## Equipaments sanitaris i escolars
El 2009 hi havia una escola elemental.

## Poblacions més properes
El següent diagrama mostra les poblacions més properes.